# Командный чемпионат России по шахматам 2019
Командный чемпионат России по шахматам 2019 года — проходил в Сочи с 30 апреля (день приезда) по 11 мая (день отъезда) с одним выходным днем — 6 мая.
- Главный судья: В. Стараторжский

## Участники

### Молодёжка
- Владимир Поткин
- Максим Чигаев
- Давид Паравян
- Андрей Есипенко
- Даниил Юффа
- Михаил Антипов
- Семён Ломасов
- Дмитрий Кряквин

### Мужское Движение
- Максим Щекачихин
- Илья Дужаков
- Мирослав Власенко
- Даниил Линчевский
- Евгений Левин
- Сергей Ионов
- Сергей Иванов

### ШСМ Legacy Square Capital
- Эрнесто Инаркиев
- Владимир Малахов
- Алексей Дреев
- Вадим Звягинцев
- Михаил Кобалия
- Борис Грачев
- Иван Попов
- Дмитрий Гордиевский

### Московская область
- Илья Ильюшенок
- Владислав Ноздрачев
- Яков Геллер
- Артём Чернобай
- Олег Быков
- Борис Офицерьян
- Леонид Ноздрачев

### Ладья
- Владислав Артемьев
- Гата Камский
- Артем Тимофеев
- Рамиль Файзрахманов
- Раиль Махмутов
- Павел Торопов
- Ильдар Ибрагимов
- Артём Ильин

### Сибирь
- Иван Бочаров
- Семён Ханин
- Жамсаран Цыдыпов
- Дмитрий Бочаров
- Роман Кезин
- Володар Мурзин

### Стражи правопорядка
- Санан Сюгиров
- Евгений Алексеев
- Александр Рахманов
- Дмитрий Кокарев
- Евгений Романов
- Иван Розум
- Клементий Сычёв
- Геннадий Находкин

### ШК Сима-ленд
- Анатолий Карпов
- Александр Рязанцев
- Александр Мотылёв
- Игорь Лысый
- Алексей Сарана
- Григорий Опарин
- Александр Предке
- Денис Хисматуллин

### Медный всадник
- Никита Витюгов
- Перес Леньер Домингес
- Максим Матлаков
- Максим Родштейн
- Евгений Наер
- Павел Понкратов
- Кирилл Алексеенко
- Алексей Гоганов

### СШОР по шахматам и шашкам
- Сергей Лобанов
- Василий Усманов
- Денис Першин
- Кирилл Шубин
- Алексей Савельев
- Александр Тимерханов
- Марат Аскеров
- Даниил Голиков

## Турнирная таблица
| №  | Команда                                          | 1  | 2  | 3  | 4  | 5  | 6  | 7  | 8  | 9  | 10 |  | + | − | = | К. Очки | Очки | Место |
| -- | ------------------------------------------------ | -- | -- | -- | -- | -- | -- | -- | -- | -- | -- |  | - | - | - | ------- | ---- | ----- |
| 1  | «Медный всадник» (г. Санкт-Петербург)            |    | 5½ | 3  | 3½ | 4½ | 4½ | 4  | 3½ | 5½ | 3½ |  | 8 | 0 | 1 | 17      | 37½  | 1     |
| 2  | «ШСМ Legacy Square Capital» (г. Москва)          | ½  |    | 3  | 4  | 4½ | 3½ | 5  | 4½ | 5  | 4½ |  | 7 | 1 | 1 | 15      | 34½  | 2     |
| 3  | «ШК Сима-ленд» (Свердловская область)            | 3  | 3  |    | 3  | 3½ | 3½ | 3½ | 3½ | 5  | 4½ |  | 6 | 0 | 3 | 15      | 32½  | 3     |
| 4  | «Стражи правопорядка» (г. Санкт-Петербург)       | 2½ | 2  | 3  |    | 4  | 2½ | 4  | 5½ | 5  | 3½ |  | 5 | 3 | 1 | 11      | 32   | 4     |
| 5  | «Молодёжка» (Тюменская область)                  | 1½ | 1½ | 2½ | 2  |    | 3½ | 4½ | 3½ | 3½ | 3½ |  | 5 | 0 | 4 | 10      | 26   | 5     |
| 6  | «Ладья» (Республика Татарстан)                   | 1½ | 2½ | 2½ | 3½ | 2½ |    | 3  | 3½ | 5½ | 4  |  | 4 | 1 | 4 | 9       | 28½  | 6     |
| 7  | «Сибирь» (Новосибирская область)                 | 2  | 1  | 2½ | 2  | 1½ | 3  |    | 4  | 4  | 4½ |  | 3 | 5 | 1 | 6       | 24½  | 7     |
| 8  | «Московская область» (Московская область)        | 2½ | 1½ | 2½ | ½  | 2½ | 2½ | 2  |    | 3½ | 3½ |  | 2 | 7 | 0 | 4       | 21   | 8     |
| 9  | «СШОР по шахматам и шашкам» (г. Санкт-Петербург) | ½  | 1  | 1  | 1  | 2½ | ½  | 2  | 2½ |    | 3½ |  | 1 | 8 | 0 | 2       | 14½  | 9     |
| 10 | «Мужское Движение» (г. Санкт-Петербург)          | 2½ | 1½ | 1½ | 2½ | 2½ | 2  | 1½ | 2½ | 2½ |    |  | 0 | 9 | 0 | 0       | 19   | 10    |

## Результаты участников команд-призёров
Медный всадник
- Никита Витюгов — 3 из 5
- Перес Леньер Домингес — 6 из 7
- Максим Матлаков  — 5 из 7
- Максим Родштейн — 3½ из 7
- Евгений Наер — 5½ из 7
- Павел Понкратов  — 5 из 7
- Кирилл Алексеенко — 6 из 7
- Алексей Гоганов — 3½ из 7

ШСМ Legacy Square Capital
- Эрнесто Инаркиев — 3½ из 6
- Владимир Малахов — 2½ из 4
- Алексей Дреев — 3½ из 7
- Вадим Звягинцев — 5½ из 8
- Михаил Кобалия — 4 из 7
- Борис Грачев — 5½ из 8
- Иван Попов — 4½ из 7
- Дмитрий Гордиевский — 5½ из 7

ШК Сима-ленд
- Анатолий Карпов — ½ из 1
- Александр Рязанцев — 3 из 7
- Александр Мотылёв — 4½ из 7
- Игорь Лысый — 1½ из 6
- Алексей Сарана — 6 из 9
- Григорий Опарин — 5½ из 8
- Александр Предке — 6 из 8
- Денис Хисматуллин — 5½ из 8

## Лучшие результаты по доскам
- 1-я — Владислав Артемьев (Ладья) — 7 из 9
- 2-я — Гата Камский (Ладья) — 6½ из 9
- 3-я — Жамсаран Цыдыпов (Сибирь) — 6½ из 9
- 4-я — Вадим Звягинцев (ШСМ Legacy Square Capital) — 5½ из 8
- 5-я — Алексей Сарана (ШК Сима-ленд) — 6 из 9
- 6-я — Кирилл Алексеенко (Медный всадник) — 6 из 7